# Egon (Radar)

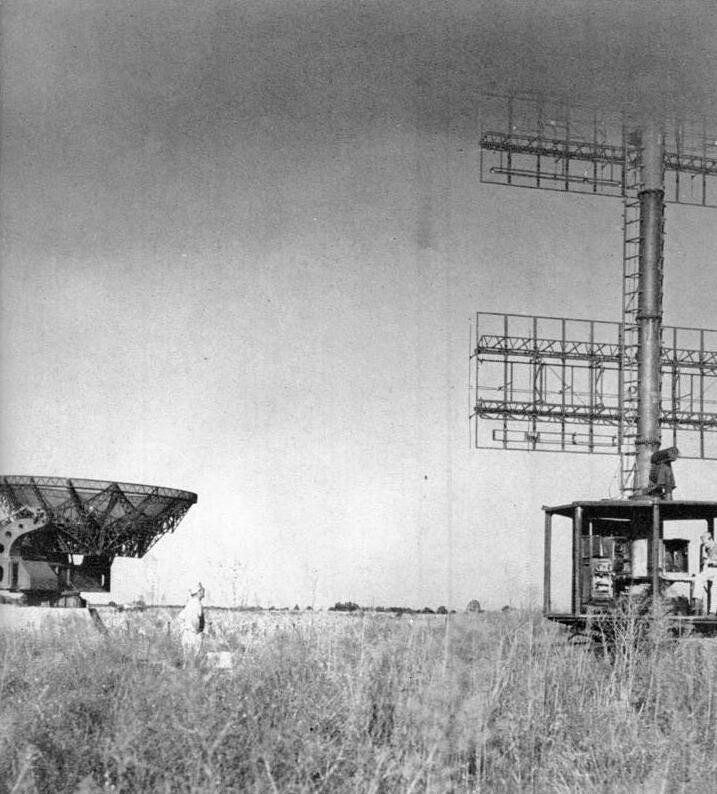
EGON-Leitstelle. Auf dem modifizierten Freya-Mast ist unten die 125-MHz-Antenne des Q-Gerätes (Abfragesender „Kuh“); in der Mitte fehlt die Empfangsantenne des Freya-Radars, dafür ist oben eine 156-MHz-Antenne für den Kennungsempfänger „Gemse“ montiert. Links ein „Würzburg-Riese“-Radargerät.

EGON ist das Akronym für Erstling-Gemse-Offensiv-Navigationsverfahren, ein Nachtjagdverfahren der Luftwaffe im Zweiten Weltkrieg. Hierfür wurden Freya-Radargeräte so modifiziert, dass sie zur Freund-Feind-Erkennung nur noch aus einem Sender mit Q-Gerät (Abfragesender „Kuh“ zum Aktivieren der Bordfunkgeräte FuG 25a „Erstling“) und dem dazugehörigen Kennungsempfänger „Gemse“ bestückt waren. Es konnten zwar nur noch die mit „Erstling“ versehenen eigenen Maschinen erfasst werden, jedoch war das Verfahren durch „Düppel“ nicht zu stören, da unterschiedliche Frequenzen verwendet wurden. Das Q-Gerät sendete auf 125 MHz und das FuG 25a „antwortete“ auf 156 MHz.

## Andere Nachtjagdverfahren
- Wilde-Sau-Nachtjagdverfahren